# هیوسانگ جی‌تی۲۵۰
هیوسانگ جی‌تی۲۵۰ (به انگلیسی: Hyosung GT250) یک موتورسیکلت، اسپرت، دوسیلندر کره‌ای چهارزمانه در سال ۲۰۰۵ معرفی شد، و در سال ۲۰۱۰ به مدل (۲۵۰جی‌تی‌آر) ارتقاء یافت.
این موتورسیکلت با یک انجین ۲۴۹ سی‌سی دوسیلندر وی شکل عرضه می‌شود. این انجین هیوسانگ در هاماماتسو ژاپن توسط یک تیم طراحی متشکل از مهندسانی که قبلاً در تیم‌های تحقیق و توسعه سوزوکی کار کرده‌اند طراحی شده است.
مصرف سوخت ثبت شده این موتورسیکلت در مقایسه با ۴٫۵ لیتر در ۱۰۰ کیلومتر (۶۱٫۵ مایل بر گالن، ۵۱٫۲ مایل بر گالن) ثبت شده است.
این موتورسیکلت در سال ۱۳۸۸ توسط شرکت جهانرو وارد ایران شد و در سال ۱۳۹۰ نمایندگی هیوسانگ از جهانرو گرفته شد و به کویر موتور داده شد.